# David Carter (giocatore di football americano 1953)
David Carter (Vincennes, 7 novembre 1953 – Vincennes, 10 luglio 2021) è stato un giocatore di football americano statunitense che ha militato nel ruolo di offensive lineman nella National Football League (NFL).

## Carriera
Carter fu scelto dagli Houston Oilers nel corso del sesto giro (165º assoluto) del Draft NFL 1977 dopo avere giocato al college a football alla Western Kentucky University. Vi giocò per la maggior parte della carriera fino al 1983 come offensive guard e centro, raggiungendo per due volte la finale della American Football Conference come miglior risultato, nel 1978 e 1979. Le ultime due stagioni le disputò con i New Orleans Saints nel 1984 e 1985, chiudendo la carriera professionistica con 121 presenze.